# Центральный автовокзал (Киев)
Центральный автовокзал — главный автовокзал Киева, находится в управлении компании «Укрпас». 
Находится на Демиевской площади, на Демиевке. Построен в 1957—1961 годах (архитекторы Авраам Милецкий, И. Н. Мельник, Эдуард Бильский). Спроектирован из расчёта ежедневного отправления 600 автобусов 50 междугородных маршрутов, обслуживающих 7 тысяч пассажиров.
До постройки и обустройства автовокзала на Демеевской площади автовокзал существовал возле Байкового кладбища, на перекрещении улиц Изюмской и Кировоградской (на месте где ныне (по состоянию на май 2024 года) расположена автозаправка КЛО). В деревянном здании располагались кассы, администрация автовокзала. К этой автостанции приезжали автобусы, следующие из уманского направления. 
За долгую историю существования автовокзал «Киев» подчинялся Министерству автомобильного транспорта УССР, Министерству транспорта Украины, Министерству транспорта и связи Украины, Министерству инфраструктуры Украины. В настоящее время принадлежит компании «Укрпас». 
Киевский автовокзал (автостанционный комплекс высшей категории) имеет группу построек и сервисных пунктов, среди которых платформы для высадки и посадки пассажиров, комфортный зал ожидания, камера хранения, комната по уходу за ребёнком, служебные помещения, в том числе для водителей автобусов, парковочная площадка для ожидающих рейсов, пункт общественного питания и кассы с онлайн-табло рейсов.
Отсюда отправляются внутренние рейсы по городам Украины и международные — в европейские страны. В основном зале расположены кассы по продаже билетов на рейсы автовокзала, а также кассы перевозчиков.
В оформлении интерьера залов автовокзала известны мозаичные керамические панно авторства художников А. Ф. Рыбачук и В. В. Мельниченко.
В 2013 году рассматривался вопрос об упразднении центрального автовокзала и переносе части пассажиропотока на другие автостанции Киева. В частности, одним из преемников автовокзала должна была стать новая автостанция на Теремках. Также, по непроверенным данным, предполагалось перераспределить его функции между автостанциями, находящимися на окраинах города, включая и те, которые только планировалось построить.
Здание впервые реконструировали в 2015 году, интерьер был обновлен. Следующая реконструкция состоялась в 2021 году, внутри были отреставрированы мозаичные панно по инициативе Фонда сохранения культурного наследия Ады Рыбачук и Владимира Мельниченко, а фасад переработан, в помещении автовокзала открыта гостиница. 
Автовокзал расположен возле крупной транспортной развязки, на пересечении, к которому ведут: проспект Валерия Лобановского (от Соломенского района), бульвар Николая Михновского (через который можно добраться на левый берег Днепра), Голосеевский проспект (ведущий на Теремки) и проспект Науки. Проход через подземные переходы — до станции метро «Демиевская». От автовокзала до центра города (Майдан Незалежности) можно доехать примерно за 7 минут (без учёта времени подъёма и спуска в метро). На городском транспорте можно доехать на автобусах, троллейбусах и маршрутных такси.